# DX Chamaeleontis

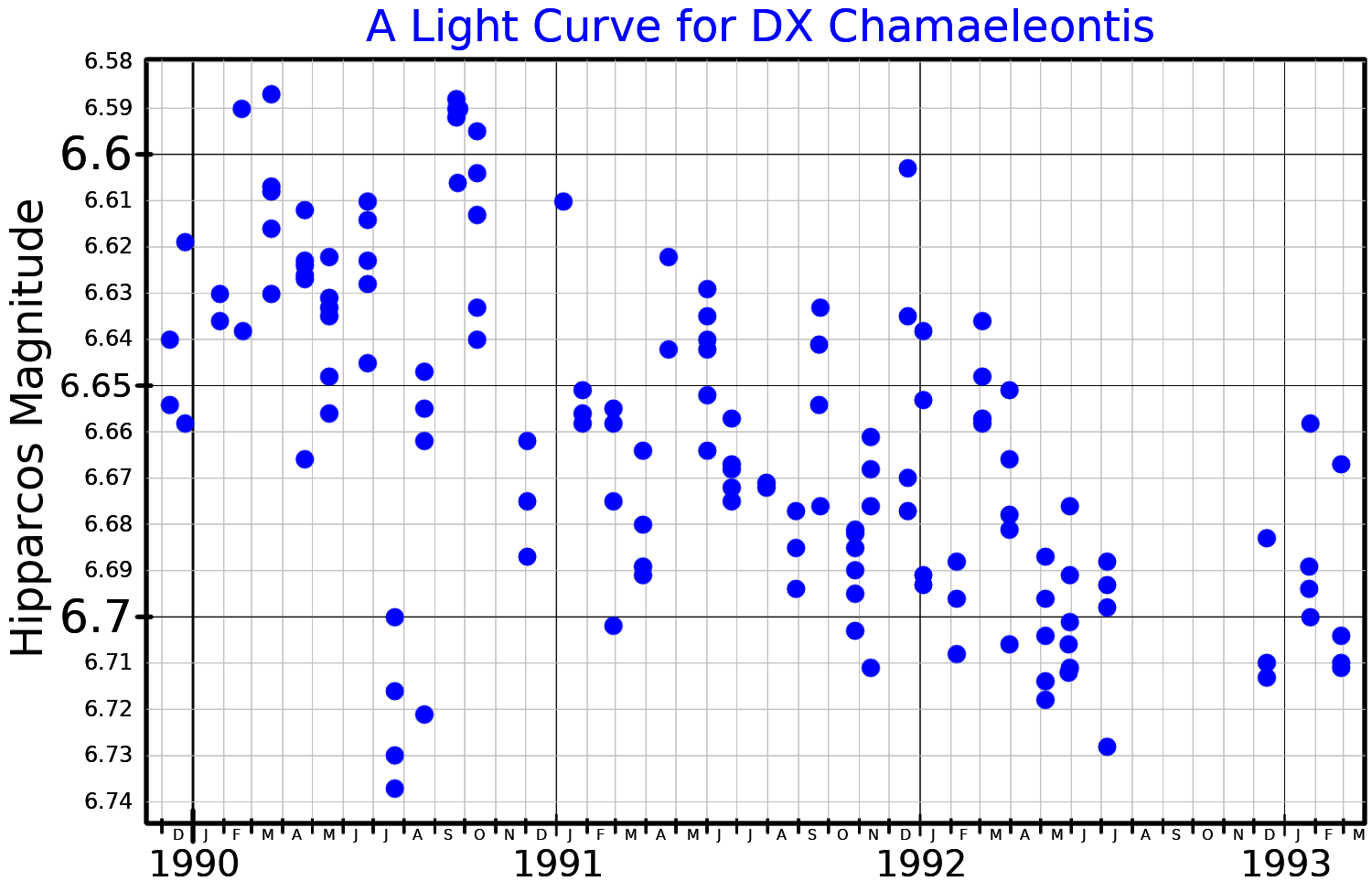
Curva de luz de DX Chamaeleontis

DX Chamaeleontis (DX Cha / HD 104237 / HIP 93449) es una estrella variable en la constelación de Camaleón. De magnitud aparente +6,50, se localiza a sólo 2 minutos de arco de ε Chamaeleontis, con la que comparte movimiento propio.
DX Chamaeleontis es una estrella Herbig Ae/Be, identificada como tal en 1989. Estas son estrellas pre-secuencia principal que están contrayéndose antes de comenzar a fusionar su hidrógeno en helio; la edad de DX Chamaeleontis se estima entre 4,5 y 5,5 millones de años.
De tipo espectral A7IV, tiene una temperatura efectiva aproximada de 6280 K. 
Su masa aproximada es de 1,96 masas solares —en el límite que distingue a las estrellas Herbig Ae/Be de las estrellas T Tauri— y su luminosidad actual es 22,5 veces la del Sol.
Con un diámetro 2,64 veces más grande que el diámetro solar, rota a una velocidad igual o mayor de 150 km/s.
Existe evidencia de que el acrecimiento puede estar dirigido por canalización magnética desde el disco.
Aunque DX Chamaeleontis no presenta demasiada variabilidad fotométrica, recientemente ha sido reconocida como variable Delta Scuti pre-secuencia principal.
Su distancia aproximada respecto al sistema solar es de 116 pársecs (370 años luz).